# Tournoi de clôture du championnat de Colombie de football 2008
Navigation
Tournoi précédent Tournoi suivant
Le tournoi de clôture de la saison 2008 du Championnat de Colombie de football est le deuxième tournoi de la soixante-et-unième édition du championnat de première division professionnelle en Colombie. 
Les dix-huit meilleures équipes du pays disputent le championnat semestriel qui se déroule en deux phases :
- lors de la phase régulière, les équipes s'affrontent une fois plus une rencontre supplémentaire face à une autre formation du même secteur géographique.
- les huit premiers du classement disputent la phase finale (deux poules de quatre équipes), dont les deux vainqueurs se rencontrent lors de la finale nationale pour le titre.

La relégation est décidée en faisant la moyenne des points obtenus lors des trois dernières saisons (2006, 2007 et 2008). Le dernier de ce classement cumulé est relégué et remplacé par le champion de Copa Aguila, la deuxième division colombienne. Un barrage de promotion-relégation est également organisé entre l'avant-dernier de ce classement cumulé et le vice-champion de Copa Aguila.
C'est l'América de Cali qui remporte le tournoi, après avoir battu en finale l'Independiente Medellin. C'est le treizième titre de champion de l'histoire du club.

## Qualifications continentales
Le vainqueur du tournoi Clôture se qualifie pour la phase de groupes de la prochaine édition de la Copa Libertadores. Un classement cumulé des tournois Ouverture et Clôture offre une autre place à la meilleure équipe non encore qualifiée (la troisième place est détenue par le vainqueur du tournoi Ouverture) et une place en Copa Sudamericana à l'équipe suivante. Enfin, la seconde place en Copa Sudamericana est réservée au vainqueur de la Copa Colombia, qui fait son retour après 19 ans d'absence.

## Les clubs participants
| - Independiente Santa Fe - CD Los Millonarios - Boyacá Chicó - Deportes Tolima - Once Caldas - Independiente Medellin - Envigado FC - Deportivo Pasto - Deportes Quindio | - Atlético Nacional - Atlético Huila - América de Cali - Atlético Bucaramanga - Deportivo Pereira - Cucuta Deportivo - Deportivo Cali - Atlético Junior - CD La Equidad |

## Compétition
Le barème utilisé pour établir l'ensemble des classements est le suivant :
- Victoire : 3 points
- Match nul : 1 point
- Défaite : 0 point

### Phase régulière
| Rang | Équipe                 | Pts | J  | G  | N | P  | Bp | Bc | Diff |
| ---- | ---------------------- | --- | -- | -- | - | -- | -- | -- | ---- |
| 1    | Deportes Tolima        | 33  | 18 | 10 | 3 | 5  | 22 | 16 | +6   |
| 2    | Atlético Junior        | 31  | 18 | 10 | 1 | 7  | 27 | 19 | +8   |
| 3    | Atlético Nacional      | 30  | 18 | 9  | 3 | 6  | 20 | 19 | +1   |
| 4    | América de Cali        | 29  | 18 | 8  | 5 | 5  | 25 | 17 | +8   |
| 5    | Independiente Medellín | 29  | 18 | 9  | 2 | 7  | 24 | 19 | +5   |
| 6    | Deportivo Pereira      | 29  | 18 | 8  | 5 | 5  | 23 | 20 | +3   |
| 7    | CD La Equidad          | 29  | 18 | 8  | 5 | 5  | 18 | 16 | +2   |
| 8    | Deportivo Cali         | 28  | 18 | 9  | 1 | 8  | 30 | 21 | +9   |
| 9    | CD Los Millonarios     | 28  | 18 | 8  | 4 | 6  | 26 | 18 | +8   |
| 10   | Once Caldas            | 27  | 18 | 7  | 6 | 5  | 20 | 20 | 0    |
| 11   | Independiente Santa Fe | 26  | 18 | 7  | 5 | 6  | 18 | 15 | +3   |
| 12   | Envigado FC            | 21  | 18 | 5  | 6 | 7  | 19 | 19 | 0    |
| 13   | Deportes Quindío       | 21  | 18 | 5  | 6 | 7  | 16 | 22 | -6   |
| 14   | Boyacá Chicó           | 20  | 18 | 6  | 2 | 10 | 17 | 24 | -7   |
| 15   | Atlético Bucaramanga   | 20  | 18 | 4  | 8 | 6  | 13 | 23 | -10  |
| 16   | Deportivo Pasto        | 15  | 18 | 3  | 7 | 8  | 9  | 17 | -8   |
| 17   | Atlético Huila         | 15  | 18 | 3  | 6 | 9  | 17 | 26 | -9   |
| 18   | Cúcuta Deportivo       | 15  | 18 | 4  | 3 | 11 | 9  | 22 | -13  |

|  | Qualification pour la phase finale |

### Phase finale

#### Demi-finales
Groupe A :
| Rang | Équipe                 | Pts | J | G | N | P | Bp | Bc | Diff |  | Résultats (▼ dom., ► ext.) | Med | Tol | Equ | Nac |
| ---- | ---------------------- | --- | - | - | - | - | -- | -- | ---- |  | -------------------------- | --- | --- | --- | --- |
| 1    | Independiente Medellin | 11  | 6 | 3 | 2 | 1 | 8  | 8  | 0    |  | Independiente Medellin     |     | 2-1 | 1-0 | 0-0 |
| 2    | Deportes Tolima        | 10  | 6 | 3 | 1 | 2 | 11 | 9  | +2   |  | Deportes Tolima            | 4-1 |     | 2-1 | 2-1 |
| 3    | CD La Equidad          | 7   | 6 | 2 | 1 | 3 | 10 | 8  | +2   |  | CD La Equidad              | 2-3 | 3-1 |     | 0-0 |
| 4    | Atlético Nacional      | 4   | 6 | 0 | 4 | 2 | 4  | 8  | -4   |  | Atlético Nacional          | 1-1 | 1-1 | 1-4 |     |

Groupe B :
| Rang | Équipe            | Pts | J | G | N | P | Bp | Bc | Diff |  | Résultats (▼ dom., ► ext.) | ACa | Per | Jun | DCa |
| ---- | ----------------- | --- | - | - | - | - | -- | -- | ---- |  | -------------------------- | --- | --- | --- | --- |
| 1    | América de Cali   | 11  | 6 | 3 | 2 | 1 | 10 | 6  | +4   |  | América de Cali            |     | 3-0 | 2-0 | 1-0 |
| 2    | Deportivo Pereira | 9   | 6 | 3 | 0 | 3 | 9  | 13 | -4   |  | Deportivo Pereira          | 3-1 |     | 3-2 | 3-1 |
| 3    | Atlético Junior   | 7   | 6 | 2 | 1 | 3 | 9  | 8  | +1   |  | Atlético Junior            | 1-1 | 3-0 |     | 2-0 |
| 4    | Deportivo Cali    | 7   | 6 | 2 | 1 | 3 | 8  | 9  | -1   |  | Deportivo Cali             | 2-2 | 3-0 | 2-1 |     |

#### Finale
| Équipe 1               | Résultat | Équipe 2        | Aller | Retour |
| ---------------------- | -------- | --------------- | ----- | ------ |
| Independiente Medellin | 1 - 4    | América de Cali | 0 - 1 | 1 - 3  |

### Classement cumulé 2008
| Rang | Équipe                 | Pts | J  | G  | N  | P  | Bp | Bc | Diff |
| ---- | ---------------------- | --- | -- | -- | -- | -- | -- | -- | ---- |
| 1    | América de CaliClo     | 87  | 52 | 25 | 12 | 15 | 86 | 58 | +28  |
| 2    | Independiente Medellín | 78  | 50 | 22 | 12 | 16 | 69 | 49 | +20  |
| 3    | CD La EquidadC         | 76  | 48 | 21 | 13 | 14 | 57 | 45 | +12  |
| 4    | Deportivo Cali         | 67  | 48 | 19 | 10 | 19 | 63 | 64 | -1   |
| 5    | Independiente Santa Fe | 64  | 42 | 18 | 10 | 14 | 49 | 41 | +8   |
| 6    | Boyacá ChicóOuv        | 64  | 44 | 17 | 13 | 14 | 58 | 52 | +6   |
| 7    | Atlético Junior        | 62  | 42 | 19 | 5  | 18 | 57 | 50 | +7   |
| 8    | Deportes Tolima        | 58  | 42 | 17 | 7  | 18 | 54 | 50 | +4   |
| 9    | Envigado FC            | 57  | 42 | 15 | 12 | 15 | 47 | 48 | -1   |
| 10   | Deportivo Pereira      | 57  | 42 | 16 | 9  | 17 | 53 | 66 | -13  |
| 11   | Atlético Nacional      | 56  | 42 | 16 | 8  | 18 | 40 | 46 | -6   |
| 12   | CD Los Millonarios     | 52  | 36 | 14 | 10 | 12 | 49 | 41 | +8   |
| 13   | Deportes Quindío       | 52  | 42 | 12 | 16 | 14 | 46 | 50 | -4   |
| 14   | Once Caldas            | 46  | 36 | 12 | 10 | 14 | 40 | 48 | -8   |
| 15   | Atlético Bucaramanga   | 45  | 36 | 12 | 9  | 15 | 33 | 47 | -14  |
| 16   | Cúcuta Deportivo       | 40  | 36 | 11 | 7  | 18 | 29 | 39 | -10  |
| 17   | Atlético Huila         | 38  | 36 | 8  | 14 | 14 | 42 | 51 | -9   |
| 18   | Deportivo Pasto        | 35  | 36 | 8  | 11 | 17 | 24 | 41 | -17  |

|  | Qualification pour la Copa Libertadores 2009 (vainqueur d'un tournoi) |
|  | Qualification pour la Copa Libertadores 2009                          |
|  | Qualification pour la Copa Sudamericana 2009                          |
|  | Participation au barrage de promotion-relégation                      |
|  | Relégation directe en Copa Premier                                    |

#### Barrage de promotion-relégation
| Équipe 1      | Résultat | Équipe 2    | Aller | Retour |
| ------------- | -------- | ----------- | ----- | ------ |
| Rionegro (D2) | 1 - 3    | Envigado FC | 0 - 1 | 1 - 2  |

## Bilan de la saison
| Championnat de Colombie de football 2008 |                             |
| Champion                                 | América de Cali (13e titre) |
| Coupes et trophées                       |                             |
| Vainqueur de la Coupe de Colombie 2008   | CD La Equidad               |
| Qualifications continentales             |                             |
| Copa Libertadores 2009                   | América de Cali             |
| Copa Libertadores 2009                   | Independiente Medellin      |
| Copa Sudamericana 2009                   | CD La Equidad               |
| Copa Sudamericana 2009                   | Deportivo Cali              |
| Promotions et relégations                |                             |
| Promus en Copa Mustang                   | Real Cartagena              |
| Relégués en Copa Premier                 | Atlético Bucaramanga        |